# Regina Voce
Regina Voce, nombre artístico de Anuar Kuri, es una artista y cantante drag mexicana. Compitió en la primera temporada de Queen of the Universe y  finalista de  Drag Race México.

## Carrera
Regina Voce ha sido descrita como actriz, bailarina, maquillista, cantante y entrenadora vocal. Formó parte de una producción del Cirque du Soleil y participó en Les Miserables y Rock of Ages.
En México es reconocida por protagonizar el musical Mentidrags interpretando a Yuri y Lupita.

## Filmografía

### Televisión
- Queen of the Universe (Temporada 1; 2021)
- Drag Race México (Temporada 1; 2023)

### Cine
- Trolls Band Together - Miss Maxine